# Лау Лаурітцен (молодший)
Лау Лаурітцен (молодший) (дан. Lau Lauritzen; нар. 26 червня 1910, Вайле, Данія — пом. 12 травня 1977, Копенгаген, Данія) — данський актор, кінорежисер і сценарист. Як режисер став 4-разовим лауреатом данської національної кінопремії «Боділ» у номінації за найкращий данський фільм . Один з засновників данської кінокомпанії ASA Filmudlejning.

## Біографія
Лау Лаурітцен народився 26 червня 1910 року у Вайле, данія, в сім'ї відомого данського актора і режисера німого кіно Лау Лаурітцена (старшого). Отримав необхідні в кінематографі навички, працюючи на кіностудіях Великої Британії, Німеччини, Франції і Бельгії. Після повернення в Данію працював на студії «Palladium». І акторський, і режисерський дебюти відбулися у 1934 році. Перший фільм Лаурітцена як режисера — фарсова комедія У холодному снігу — був поставлений спільно з Алісою О'Фредерікс. У тандемі з нею Лаурітцен поставив в цілому 27 фільмів у 1930—1940 роках.
У 1937 році Лаурітцен разом з Йоном Ольсеном і Хеннінгом Крамарком заснував кіностудію «ASA Filmudlejning» і став її художнім керівником. Лише за роки німецької окупації Данії Лаурітцен поставив на студії 22 фільми. З 1940-х років він, окрім Аліси О'Фредерікс, співпрацював з Боділ Іпсен, разом з якою здобув головний приз Каннського кінофестивалю (за фільм «Червоні луки» разом зі ще десятьма стрічками) і тричі впродовж чотирьох років отримав данську національну кінопремію «Боділ» (у 1949, 1951 і 1952 роках). Також Лаурітцен завойовував цю нагороду самостійно, у 1954 році.
Свій останній фільм Лау Лаурітцен поставив у 1969 році. Помер 12 травня 1977 в Копенгагені. Похований на кладовищі при церкві Хорсхольма.

## Фільмографія (вибіркова)
Режисер, сценарист, продюсер
| Рік  | Назва українською                      | Оригінальна назва                     | Режисер | Сценарист | Продюсер |
| ---- | -------------------------------------- | ------------------------------------- | ------- | --------- | -------- |
| 1929 | Високо на гілці                        | Højt paa en kvist                     |         | Так       |          |
| 1931 | Порошок з чубчиком                     | Krudt med knald                       |         | Так       |          |
| 1932 | Він, вона і Гамлет                     | Han, hun og Hamlet                    |         | Так       |          |
| 1934 | У холодному снігу                      | Ud i den kolde sne                    | Так     | Так       |          |
| 1934 | Барка «Маргарита»                      | Barken Margrethe                      |         | Так       |          |
| 1935 | Викрадена дитина                       | Kidnapped                             | Так     | Так       |          |
| 1935 | Вікенд                                 | Week-end                              | Так     | Так       |          |
| 1937 | Повний джентльмен                      | En fuldendt gentleman                 | Так     |           |          |
| 1937 | Жив собі вахтер                        | Der var engang en Vicevært            | Так     | Так       |          |
| 1938 | Сигнал тривоги                         | Alarm                                 | Так     | Так       |          |
| 1939 | Три, може бути чотири                  | De tre måske fire                     | Так     | Так       |          |
| 1939 | Чоловіки в Північному морі             | Nordhavets mænd                       | Так     |           |          |
| 1939 | Сьогодні починається життя             | I dag begynder livet                  | Так     |           |          |
| 1940 | Сімейство Олсен                        | Familien Olsen                        | Так     |           |          |
| 1940 | Герої Західного узбережжя              | Västkustens hjältar                   | Так     | Так       |          |
| 1940 | Перебіжчик                             | En desertør                           | Так     |           |          |
| 1941 | Нільс Пінд і його хлопчик              | Niels Pind og hans dreng              | Так     |           |          |
| 1941 | Ви думаєте, що я вчора народився!      | Tror du jeg er født i Gaar!           | Так     | Так       |          |
| 1941 | Папа одружується                       | Far skal giftes                       | Так     |           |          |
| 1942 | Вибита з колії                         | Afsporet                              | Так     |           |          |
| 1943 | Я зустрів вбивцю                       | Jeg mødte en morder                   | Так     |           |          |
| 1944 | Свобода, рівність і Луїза              | Frihed, lighed og Louise              | Так     |           |          |
| 1944 | Бабуся божеволіє                       | Bedstemor går amok                    | Так     | Так       |          |
| 1945 | Справа Бірте                           | Affæren Birte                         | Так     |           |          |
| 1945 | Червоні луки                           | De røde enge                          | Так     |           |          |
| 1947 | У сімействі паніка                     | Familien Swedenhielm                  | Так     |           |          |
| 1947 | Я люблю тебе, Карлссон!                | Jag älskar dig, Karlsson!             | Так     |           |          |
| 1948 | Данський моряк на вахті                | Støt står den danske sømand           | Так     |           |          |
| 1949 | Ми будемо мати дитину                  | Vi vil ha' et barn                    | Так     |           |          |
| 1950 | Кафе Парадіз                           | Café Paradis                          | Так     |           |          |
| 1951 | Правдива особа                         | Det sande ansigt                      | Так     |           |          |
| 1952 | Флюгер                                 | Vejrhanen                             | Так     |           |          |
| 1953 | Небезпечна молодь                      | Farlig ungdom                         | Так     |           |          |
| 1953 | Батько чотирьох                        | Far til fire                          |         |           | Так      |
| 1954 | Моряк виходить на берег                | En sømand går i land                  | Так     |           |          |
| 1956 | Розшукується таксі К-1640              | Taxa K 1640 efterlyses                | Так     |           |          |
| 1958 | Батько чотирьох і вовченята            | Far til fire og ulveungerne           |         |           | Так      |
| 1959 | Ті веселі роки                         | De sjove år                           |         |           | Так      |
| 1959 | Батько чотирьох на острові Борнхольм   | Far til fire på Bornholm              |         |           | Так      |
| 1960 | Моряк у біді                           | Sømand i knibe                        | Так     |           |          |
| 1961 | Моя дружина з Парижу                   | Min kone fra Paris                    | Так     |           |          |
| 1961 | Батько чотирьох: Усе наповнено музикою | Far til fire med fuld musik           |         |           | Так      |
| 1967 | Я і мій молодший брат                  | Mig og min lillebror                  | Так     |           |          |
| 1968 | Я, мій молодший брат і контрабандисти  | Mig og min lillebror og storsmuglerne | Так     |           | Так      |
| 1969 | Я, мій молодший брат і хуліган         | Mig og min lillebror og Bølle         | Так     |           | Так      |

Актор
| Рік  |   | Українська назва           | Оригінальна назва           | Роль                              |
| ---- | - | -------------------------- | --------------------------- | --------------------------------- |
| 1929 | ф | Високо на гілці            | Højt paa en kvist           | полісмен                          |
| 1934 | ф | У холодному снігу          | Ud i den kolde sne          |                                   |
| 1934 | ф | Барка «Маргарита»          | Barken Margrethe            | головний співробітник Поул Хансен |
| 1935 | ф | Вікенд                     | Week-end                    | Поул                              |
| 1937 | ф | Повний джентльмен          | En fuldendt gentleman       | барон Генріх Фалькенштерн         |
| 1937 | ф | Жив собі вахтер            | Der var engang en Vicevært  |                                   |
| 1938 | ф | Сигнал тривоги             | Alarm                       | Джесс Кларк                       |
| 1939 | ф | Три, може бути чотири      | De tre måske fire           | клерк                             |
| 1939 | ф | Чоловіки в Північному морі | Nordhavets mænd             | Сігурд Арно                       |
| 1942 | ф | Вибита з колії             | Afsporet                    |                                   |
| 1945 | ф | Невидима армія             | Den usynlige hær            | німецький воєнний злочинець       |
| 1945 | ф | Червоні луки               | De røde enge                | Тото                              |
| 1948 | ф | Данський моряк на вахті    | Støt står den danske sømand | матрос Кай                        |
| 1950 | ф | Кафе Парадіз               | Café Paradis                | писихолог Іверс                   |
| 1951 | ф | Правдива особа             | Det sande ansigt            | Архітектор Троелс Ролф            |
| 1954 | ф | Моряк виходить на берег    | En sømand går i land        | Фредерік Ларсен                   |
| 1956 | ф | Розшукується таксі К-1640  | axa K 1640 efterlyses       | Якоб Свендсен                     |
| 1960 | ф | Моряк у біді               | Sømand i knibe              | адмірал                           |

## Визнання
| Нагороди та номінації Лау Лаурітцена   | Нагороди та номінації Лау Лаурітцена         | Нагороди та номінації Лау Лаурітцена | Нагороди та номінації Лау Лаурітцена |
| Рік                                    | Категорія                                    | Фільм                                | Результат                            |
| -------------------------------------- | -------------------------------------------- | ------------------------------------ | ------------------------------------ |
| Венеційський міжнародний кінофестиваль |                                              |                                      |                                      |
| 1942                                   | Кубок Муссоліні за найкращий іноземний фільм | Вибита з колії                       | Номінація                            |
| 1951                                   | Золотий лев                                  | Кафе Парадіз                         | Номінація                            |
| Каннський міжнародний кінофестиваль    |                                              |                                      |                                      |
| 1946                                   | Гран-прі                                     | Червоні луки                         | Перемога                             |
| Премія «Боділ»                         |                                              |                                      |                                      |
| 1949                                   | Найкращий фільм                              | Данський моряк на вахті              | Перемога                             |
| 1951                                   | Найкращий фільм                              | Кафе Парадіз                         | Перемога                             |
| 1952                                   | Найкращий фільм                              | Правдива особа                       | Перемога                             |
| 1954                                   | Найкращий фільм                              | Небезпечна молодь                    | Перемога                             |